# استران (تگزاس)
استران، تگزاس(به انگلیسی: Strawn, Texas) شهری در ایالت تگزاس از ایالات جنوبی ایالات متحده آمریکا است. در سرشماری سال ۲۰۰۰، جمعیت این شهر ۷۳۹ نفر اعلام شد.